# Nephodia albitaenia
Nephodia albitaenia är en fjärilsart som beskrevs av Max Joseph Bastelberger 1909. Nephodia albitaenia ingår i släktet Nephodia och familjen mätare. Inga underarter finns listade i Catalogue of Life.